# 張政 (塞曹掾史)
張 政（ちょう せい、生没年不詳）は、帯方郡の武官・塞曹掾史（さいそうえんし）。

## 人物
238年、卑弥呼が使者として大夫の難升米と都市牛利を帯方郡に派遣したときの塞曹掾史。難升米が魏の明帝への謁見を申し出ると、案内役と護衛兵をつけて、難升米ら一行を魏の都の洛陽へと送り届けている。247年、戦火に見舞われていた邪馬台国と狗奴国との仲介役として倭国に派遣され、そのとき難升米に黄幢（黄色い軍旗）を渡すとともに、檄文によって両国が和解するよう諭している。
一説に黄幢を渡した時、魏の崩壊の前後であるため、台与の使者が贈った品々を晋王に献上させて保身を図ったと考えられ、対応するように『日本書紀』神功皇后紀には、266年頃に晋に朝貢した女王がいたことが記される。